# Chorinea terpsichore
Chorinea terpsichore är en fjärilsart som beskrevs av Hans Ferdinand Emil Julius Stichel 1910. Chorinea terpsichore ingår i släktet Chorinea och familjen Riodinidae. Inga underarter finns listade i Catalogue of Life.